# Azercosmos
Azercosmos SPAO (en azéri : Azərkosmos Açıq Səhmdar Cəmiyyəti) est un opérateur de satellite basé en Azerbaïdjan et le premier opérateur de satellite dans la région du Caucase. Il appartient entièrement au gouvernement azerbaïdjanais. Avec le satellite de télécommunication Azerspace-1, la société fournit des services haut débit et de diffusion à des clients en Europe, en Afrique, au Moyen-Orient, dans le Caucase et en Asie centrale. Avec le satellite d'observation de la Terre Azersky, Azercosmos fournit des services d'imagerie satellitaire et de géoinformation.

## Histoire
Lors d’une réunion du Cabinet des Ministres en 2008, le Président Ilham Aliyev a confié une mission sur «l’établissement d’une industrie aérospatiale moderne en Azerbaïdjan et la mise en orbite du satellite de télécommunications du pays». La mise en œuvre de la tâche a été confiée au ministère de la Communication et des Hautes Technologies.
Pour réaliser le projet, le ministère a demandé à l'Union internationale des télécommunications le processus d'attribution des créneaux orbitaux. Parallèlement, en août 2009, le président Aliyev a signé un décret portant approbation d'un programme d'État visant à établir et à développer l'industrie spatiale en Azerbaïdjan. En mai 2010, le ministère de la Communication et des Hautes Technologies a conclu un accord avec Measat  Systèmes satellites de Malaisie pour la location de la position géostationnaire à la fente orbitale 46 ° Est, qui appartient au gouvernement malais. À la suite des appels d'offres annoncés pour la fabrication et le lancement du premier satellite de télécommunication azerbaïdjanais, la société américaine Orbital Sciences Corporation a été choisie pour construire le satellite et la société française Arianespace a été choisie pour le lancer.
Le 3 mai 2010, le décret présidentiel réf. 885 a établi Azercosmos dans le but de mettre en œuvre le lancement, l'exploitation et l'exploitation de satellites de télécommunications pour la République d'Azerbaïdjan. En octobre 2017, Azercosmos a été transféré du ministère des Transports, de la Communication et des Hautes Technologies et est devenu responsable directement devant le Cabinet des Ministres.